# Râul Lunca, Jijia
Râul Lunca este un curs de apă, afluent al râului Jijia. 